# Ceratopogon algidus
Ceratopogon algidus är en tvåvingeart som beskrevs av Art Borkent och Eileen D. Grogan 1995. Ceratopogon algidus ingår i släktet Ceratopogon och familjen svidknott.
Artens utbredningsområde är British Columbia. Inga underarter finns listade i Catalogue of Life.